# Hanımınçiftliği, Malatya
Hanımınçiftliği là một thị trấn thuộc thành phố Malatya, tỉnh Malatya, Thổ Nhĩ Kỳ. Dân số thời điểm năm 2011 là 12.67 người.